# Jusuf Juka Prazina
Jusuf Prazina zvani Juka (Sarajevo, 7. rujna 1962. – 4. prosinca 1993.), ratni vojni zapovjednik Armije RBiH i HVO-a.

## Životopis
Jusuf Prazina je rođen u Sarajevu, 7. rujna 1962. godine. Bio je peto dijete u siromašnoj obitelji. Pohađao je Medicinsku školu. Odrastao je na sarajevskim ulicama i bio je jedan od prvih ljudi obrane Sarajeva.  
Prije rata u Bosni i Hercegovini bavio se, kriminalom, prvo manjim, a onda većim, volio je borbe pasa. Do 1992, već je pet puta bio u zatvoru. Malo prije rata teško je ranjen u sarajevskom naselju Vrace, za vrijeme jedne borbe pasa. U Juku je pucao izvjesni Baja, a Prazina je bio tako ranjen da su se liječnici plašili operirati ga – zbog rizika koji je operacija donosila. Priče kažu da je Jukino društvo okupiralo bolnicu i natjerala kirurge da idu u salu. Juka je preživio, a metak je ostao u njemu zbog čega nije imao potpunu kontrolu nad lijevom rukom. 
Sarajevski "heroj", osuđivan i zatvaran više puta, osamdesetih se uključuje u organizirani kriminal kao dobro poznat član podzemlja, vodeći vlastitu bandu za reketarenje. Prigodom srpske opsade Sarajeva 1992. svoju bandu uspješno ustrojava kao paravojnu jedinicu, uključujući se u obranu grada, a uskoro formira vlastitu vojnu postrojbu od 3.000 ljudi, nazvanu "Jukini vukovi". Često se pojavljivao na televizijama. U njegovu čast pisale su se pop pjesme. Juka je ranjen i u svibnju 1992. godine, kada su ga prepoznali stražari iz Vojne bolnice i pogodili ga u butinu i ruku. Od tog trenutka, nosio je fiksatore i hodao na štakama.
Zbog velikih zasluga u obrani Sarajeva postaje zapovjednik državnih postrojbi za posebne namjene. Budući da nastavlja s kriminalnim radnjama, vodeći crno tržište u Sarajevu te trgujući i surađujući sa srpskim okupatorima, i da se samovoljno postavlja prema vodstvu Armije RBiH, postaje velik problem za novoustrojenu vojsku. Također je optužen za zločine prema ratnim zarobljenicima i civilima. Juka je prema svjedočenjima slušao Dragana Vikića i Zorana Čegara. Savjete je (ponekad) prihvaćao i od Jusufa Pušine, svađao se sa Stjepanom Šiberom i Jovanom Divjakom, ali ih je poštovao. No, njegov pravi "komandant", tvrde svjedoci, bio je Alija Izetbegović.
Izbjegavajući uhićenje, oružano se sukobljava s pripadnicima Armije i početkom 1993. bježi na područje Hercegovine i priključuje se Hrvatskom vijeću obrane, gdje postaje zapovjednik posebnih postrojbi HZ Herceg-Bosne odlukom Slobodana Praljka i Mladena Naletilića Tute. Kada je 9. svibnja 1993. godine HVO započeo obranu u Mostaru od napada Armije BiH na zapadni dio grada gdje je većinski naseljeno hrvatsko pučanstvo, svjedoci tvrde da je upravo Juka Prazina sudjelovao u obrani od okupacije Armije BiH kao i daljnjeg progona Hrvata u zapadni dio Hercegovine.
Hrvatska televizija je u svojoj emisiji Slikom na sliku 9. svibnja 1993. emitirala prilog novinarke Dijane Čuljak o zauzimanju zapovjedništva u zgradi Vranice. Juka Prazina sa svojim bojovnicima i s jedinicama HVO-a sudjelovao je u tom zauzimanju i vidi se na snimci. Sljedećih nekoliko mjeseci ljeta 1993. Prazina je odgovarao za crtu bojišnice na najvrućemu mostarskom ratištu - Bulevaru, i to na dijelu između Šemovca i hotela "Ruža". Bez obzira na to što se na teritorije Mostara borio protiv Armije BiH koja je bila neprijateljski raspoložena prema građanima hrvatske nacionalnosti, bilo je zarobljenih vojnika Armije RBiH koji su potvrdili da ih Juka nije dirao nakon zarobljavanja, čak je nekima dao paketić hrane ili kutiju cigareta. Kasnije odlazi u Hrvatsku, a potom se skriva u Njemačkoj i napose Belgiji, gdje se bavi ilegalnim poslovima. Pronađen je ustrijeljen u jednome belgijskom kanalu na Novu godinu 1994. Jusuf Juka Prazina je posljednji put viđen živ u noći 3. prosinca 1993. kada je zajedno sa svojim tjelohraniteljima izišao iz kuće.

## Vanjske poveznice
- Feljton Dana: Jusuf Prazina Juka (II) (bhdani.com)
- Oručević: Bakir Izetbegović zapovijedio je ubojstvo Juke Prazine